# Marion Guerrero
Pour les articles homonymes, voir Guerrero (homonymie).
Marion Guerrero,  née à Sète le 1er juin 1976, est une comédienne et metteuse en scène française. Elle dirige la compagnie Tire pas la nappe avec Marion Aubert, auteure et comédienne, dont elle met en scène nombre de ses textes.

## Biographie
Marion Guerrero a suivi sa formation au Conservatoire à rayonnement régional de Montpellier (aujourd'hui ENSAD), dirigé alors par Ariel Garcia-Valdès et à l'Atelier Volant de Toulouse (Théâtre National de Toulouse), sous la direction de Jacques Nichet.

## Carrière

### Mises en scène
- 2000 : Épopée lubrique de Marion Aubert
- 2000 : Petit(s) rien(s) cabaret, montage de textes et chansons
- 2003 : La terrible nuit de Juliette dont elle est l'auteure
- 2004 : Tango du Couteau, opéra de Virginie Barreteau
- 2004 : Orgie Nuptiale de Marion Aubert
- 2005 : Les Trublions de Marion Aubert
- 2006 : Yavart de Bastien Crinon
- 2006 : Timon d'Athènes d'après William Shakespeare
- 2008 : Les aventures de Nathalie Nicole Nicole de Marion Aubert
- 2009 : Boucherie musicale, montage de textes et chansons
- 2009 : Parfois, lorsque les garçons arrivent, le temps s'arrête de Marion Aubert
- 2010 : Orgueil, poursuite et décapitation (comédie hystérique et familiale) de Marion Aubert
- 2011 : Saga des habitants du Val de Moldavie de Marion Aubert
- 2012 : Il suffit d'un train pour pleurer de Fani Carenco
- 2012 : Rendez-vous de l'infaordinaire à l'extraordinaire 1, Tentative de détournement d'un quartier montpelliérain de Marion Aubert
- 2013 : Un opéra de quat'sous d'après Brecht et Curt Weil
- 2013 : Rendez-vous de l'infaordinaire à l'extraordinaire 2, San Franciscan dream de Marion Aubert
- 2013 : Lorenzaccio, conspiration d’après Musset et Sand, co-mise en scène avec Frédéric Borie
- 2014 : Rendez-vous de l'infaordinaire à l'extraordinaire 3, Roman 42 de Marion Aubert
- 2014 : Rendez-vous de l'infaordinaire à l'extraordinaire 4, Go go go BMO de Marion Aubert
- 2014 : Rendez-vous de l'infaordinaire à l'extraordinaire 5, Valence mon amour de Marion Aubert
- 2014 : Réduit (Saison 2, Episode 1) de Elizabeth Mazev et Thibault Rossimieux
- 2014 : La nouvelle de Marion Aubert
- 2014 : Medina Merika d'Abdel Sefsaf, co-mise en scène avec Abdel Sefsaf
- 2015 : La classe vive de Marion Aubert
- 2015 : Tumultes de Marion Aubert
- 2016 : Murs d'Abdel Sefsaf et Jérôme Richer, co-mise en scène avec Abdel Sefsaf
- 2017 : My dead Bird, de Victoire Bélézy
- 2017 : Notre Songe d'après Songe d'une nuit d'été de Shakespeare, avec la Promo 18 de l'ENSAD de Montpellier
- 2018 : Si loin, si proche co-mise en scène avec Abdelwaheb Sefsaf et le groupe Aligator
- 2018 : Les Juré.e.s de Marion Aubert
- 2019 : Les Folies d'Offenbach, opérette avec l'Orchestre et le Chœur de l'Opéra national de Montpellier, direction musicale Jérôme Pillement
- 2020 : Essai sur le désordre entre générations de Marion Aubert, production Théâtre des 13 vents CDN de Montpellier
- 2021 : L'Odyssée de Marion Aubert

### Assistanat à la mise en scène (théâtre et cinéma)
- 1998 : La fête du cordonnier de Thomas Deker, Jean-Jacques Matteu
- 1999 : Le parc de Botho Strauss, mise en scène Richard Mitou
- 2001 : Les règles du savoir-vivre dans la société moderne de Jean-Luc Lagarce, mise en scène Richard Mitou
- 2004 : Les hommes de terre de Marion Aubert, mise ne scène Richard Mitou
- 2014 : El Alba, les ombres errantes, d'Emmanuel Jessua, long-métrage, Assistante réalisatrice
- 2021 : Fragile d'Emma Benestan, long métrage, direction artistique

### Comédienne au théâtre
- 1994 : Du sang sur le cou du chat de Rainer-Werner Fassbinder, mise en scène de Richard Mitou
- 1995 : Une jeunesse allemande mise en scène par Max Denès
- 1996 : Chroniques des jours entiers des nuits entières de Xavier Durringer, mise en scène Laurent Pigeonnat
- 1997 : Après la pluie de Sergi Belbel, mise en scène de Ariel Garcia-Valdès
- 1997 : Les bonnes à tout faire de Carlo Goldoni, mise en scène de Michèle Heydorff
- 1998 : Chats et souris (moutons) et Ambulances de Gregory Motton, mise en scène de Jérôme Hankins
- 1998 : Le parc de Botho Strauss, mise en scène de Richard Mitou
- 1998 : La chanson venue de la mer de Mike Kenny, mise en scène de Jacques Nichet
- 1999 : Épopée lubrique de Marion Aubert, mise en scène collective : Marion Guerrero, Fanny Reversat, Laurent Pigeonnat et Nicolas Gabion
- 2000 : Yvonne, princesse de Bourgogne de Gombrowicz, mise en scène de Gilles Lefeuvre
- 2001 : Les Cancans de Carlo Goldoni, mise en scène de Sébastien Lagord
- 2001 : Le rire des asticots de Cami, mise en scène de Christophe Rauck
- 2002 : Suite (2) de Philippe Minyana, mise en scène de Frédéric Villemur
- 2004 : Les quatre jumelles de Copi, mise en scène de Cécile Auxire-Marmouget
- 2006 : Les Histrions (détail) de Marion Aubert, mise en scène de Richard Mitou
- 2006 : Jean Lachance de Bertolt Brecht, mise en scène de Jean-Claude Fall
- 2009 : Parfois, lorsque les garçons arrivent, le temps s'arrête de Marion Aubert, mise en scène de Marion Guerrero
- 2010 : Hamlet, de William Shakespeare, mise en scène de Frédéric Borie
- 2012 : Lorenzaccio, conspiration d’après Musset et Sand, co-mise en scène avec Frédéric Borie
- 2012 : Saga des habitants du Val de Moldavie de Marion Aubert
- 2014 : Rendez-vous de l'infaordinaire à l'extraordinaire 3, Roman 42 de Marion Aubert
- 2014 : Rendez-vous de l'infaordinaire à l'extraordinaire 4, Go go go BMO de Marion Aubert
- 2014 : Rendez-vous de l'infaordinaire à l'extraordinaire 5, Valence mon amour de Marion Aubert
- 2014 : Medina Merika d'Abdel Sefsaf, co-mise en scène avec Abdel Sefsaf
- 2016 : Murs d'Abdel Sefsaf et Jérôme Richer, co-mise en scène avec Abdel Sefsaf

### Scénariste et réalisatrice
- 2016 : Finir ma liste, Court métrage, scénario et réalisation
- 2020 : Pause, court-métrage, scénario et réalisation

### Comédienne au cinéma
- 2009 : Vauville Dead de Guillaume Tion, court métrage
- 2014 : Alba, les ombres errantes d'Emmanuel Jessua, long métrage
- 2014 : En attendant Patrick d'Emmanuelle Reymond, court métrage
- 2016 : Ambulance de Pauline Collin, court métrage
- 2016 : Lichen de Frédéric Astruc, court métrage
- 2020 : Pause, court métrage
- 2025 : Sauvons les meubles de Catherine Cosme, long métrage
- 2025 : Tu n’auras pas mes larmes de Clara Petazzoni, court métrage